# アルグン川の右岸
『アルグン川の右岸』（アルグンがわのうがん、原題:额尔古纳河右岸）は、遅子建の長編小説。第七回茅盾文学賞を受賞した。

## 執筆
『アルグン川の右岸』は遅子建が東北の少数民族エヴェンキ族を探求した長編小説である。内容はエヴェンキ族の最後の女酋長マリア・ソーが述べたことに基づいている。
この長編小説の執筆のために、遅子建は三か月かけてエヴェンキ族の歴史と風俗についての文献資料を収集した。

## 内容
清朝中期、エヴェンキ族はもとバイカル湖辺に住む遊牧民族であった。清朝晚期、ロシア帝国の圧迫を受けて、彼らはアルグン川の右岸に移った。彼らはトナカイを飼うことに長け、シャーマニズムを信奉していた。日露戦争中、日本人はエヴェンキ族を追い詰め殺した、だが彼らはそれでもしぶとく生き続けて、最後には現代文明に融け入った。

## テーマ
『アルグン川の右岸』はエヴェンキ族の女酋長の叙述を通して、エヴェンキ族の生命に対する尊重、自然への畏敬、信仰の敬虔さ、愛と生活への追及を表現している。

## 改編作品
『アルグン川の右岸』は同名映画に改編された。主演はスーチン・ガオワー。日本未公開。

## 日本語訳
- 『アルグン川の右岸』竹内良雄・土屋肇枝訳、白水社〈エクス・リブリス〉2014年 ISBN 9784560090336